# Рогачёвский переулок (Санкт-Петербург)

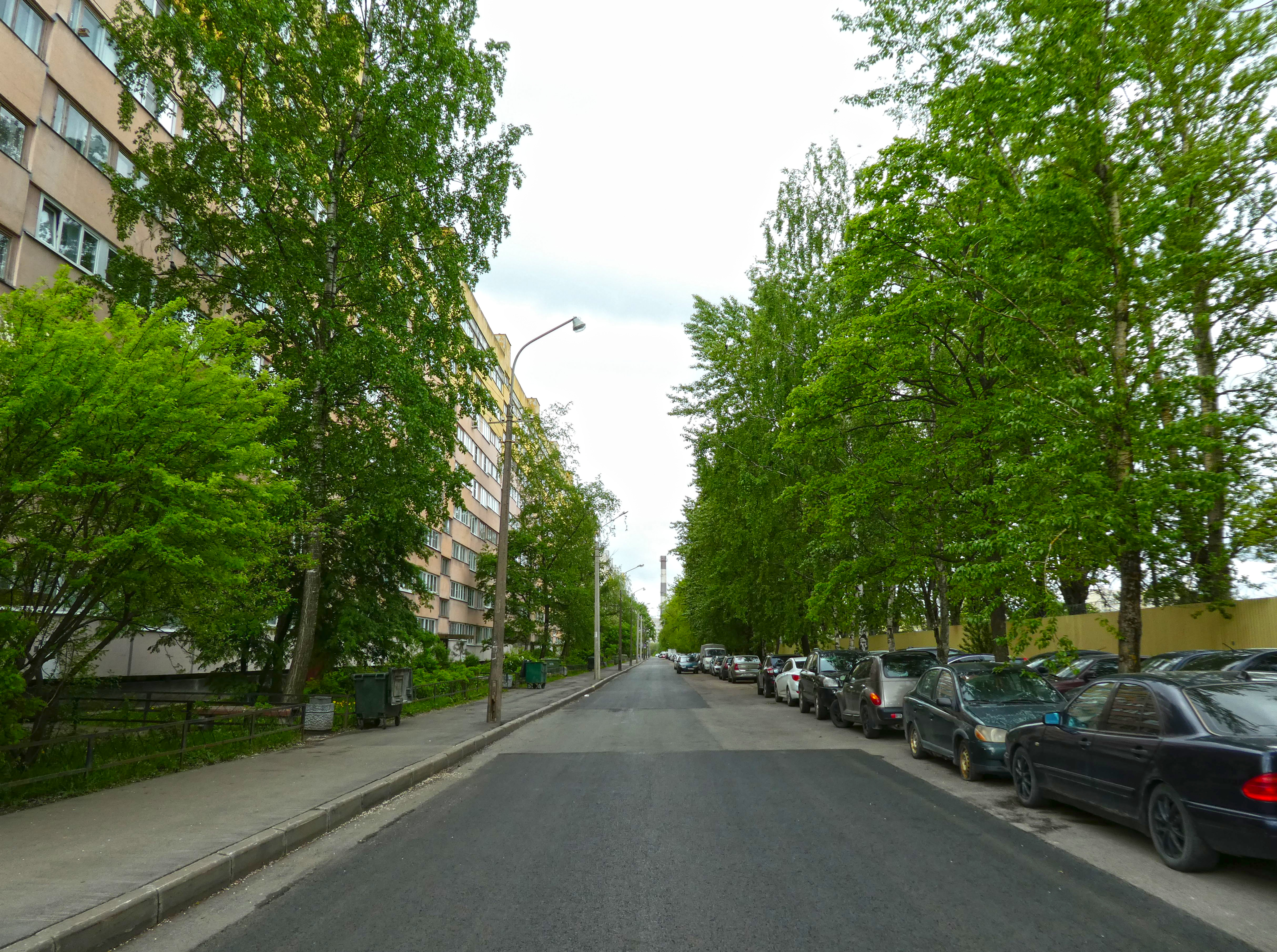
Вид в сторону улицы Пионерстроя

Рогачёвский переулок — улица в Красносельском районе Санкт-Петербурга.

## Расположение
Переулок начинается от улицы Лётчика Пилютова и выходит к улице Пионерстроя между домами № 4 и 6.

## История
Переулок возник в конце 1970-х годов, но долго оставался безымянным. Лишь 19 августа 2002 года он получил название по городу Рогачёву Гомельской области в Белоруссии. Название связано с тем, что Гомельская область является побратимом Красносельского района, а также с местом рождения Героя Советского Союза П. А. Пилютова в деревне Лучин под Рогачёвом.

## Транспорт
1. Метрополитен: станция «Проспект Ветеранов» (далее наземным транспортом)
2. Автобус № 68, 68А, 284, 329
3. Маршрутки № 635.